# Détroit de Chelikhov

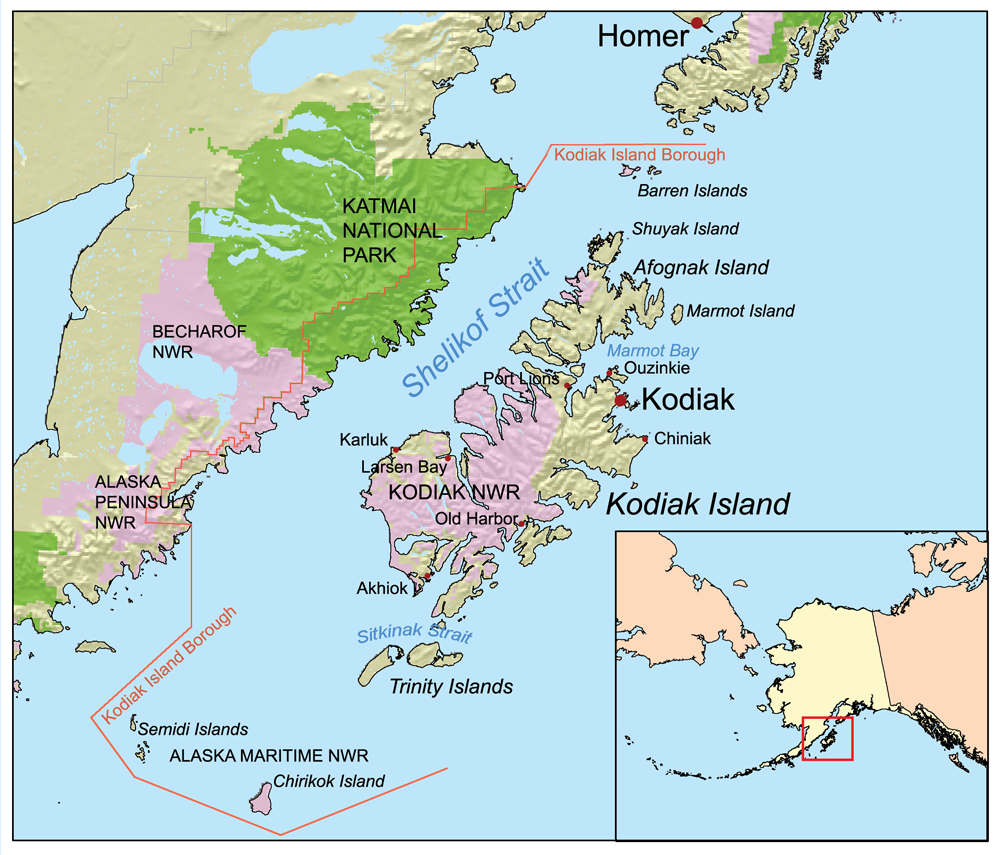
Localisation du détroit de Chelikhov.

Le détroit de Chelikhov (orthographe utilisée par l’OHI) est un détroit situé dans le golfe de l'Alaska. Localisé au large de la côte sud-ouest de l’Alaska, il sépare la péninsule de l'Alaska de l'île Afognak, de l’archipel Kodiak (îles Kodiak), de l'île Sitkinak et de l'île Tugidak au sud-est. Long de 319 km, le détroit est large en moyenne de 74 km.
Le détroit a été nommé en hommage à Grigori Chelikhov (1747-1795), un commerçant russe qui a fondé le premier village de l’île Kodiak.
De nombreuses variantes graphiques existent, la plus fréquente étant détroit de Chelikof, les autres détroit de Chélikhov, Shélikof, Shelikov, Shélikov, Chélékhov, ou Chelekof. Au XIXe siècle, on l’appelait aussi détroit de Kénaïsk, Kénaïski ou Kénaïskoï, du nom des Kénaïtz, habitants de la péninsule de Kénaï.